# Floresta (Paraná)
Floresta est une municipalité brésilienne située dans l'État du Paraná.